# Plesiophantes tanasevitchi
Plesiophantes tanasevitchi là một loài nhện trong họ Linyphiidae.
Loài này thuộc chi Plesiophantes. Plesiophantes tanasevitchi được Jörg Wunderlich miêu tả năm 1990.